# Venas digitales palmares
Las venas digitales palmares o venas digitales volares (Tjhh: venae digitales palmares) son venas acompañantes de las arterias colaterales de los dedos y las arterias digitales de la mano, que se unen en el arco venoso palmar superficial.
En cada dedo, están conectadas a las venas digitales dorsales por venas intercapitulares oblicuas.
Algunas fuentes distinguen entre venas digitales palmares propias, que son más distales, y venas digitales palmares comunes, que son más proximales.